# ダイエー東大和店
ダイエー東大和店（ダイエーひがしやまとてん）は、かつて東京都東大和市立野三丁目に存在した大型商業施設（ショッピングセンター）である。店番号は0542。2013年6月28日にこの地にヤオコー東大和店が開店している。

## 概要
東大和市の桜街道沿いに存在する。ロケーションは東大和市駅から1km弱西、桜街道駅から約800m東にあり、西武バスの南街停留所（立川駅からの路線の折返場所）に近接していた。
忠実屋は、ミシン工場の跡地に建てられた。
イトーヨーカドーなどは、小松ゼノアの工場跡地である。
前身は忠実屋で忠実屋が初めて靴の販売を開始したことで知られる。忠実屋がダイエーに吸収合併された事に伴いダイエーとなった。

### イトーヨーカドー東大和店の存在

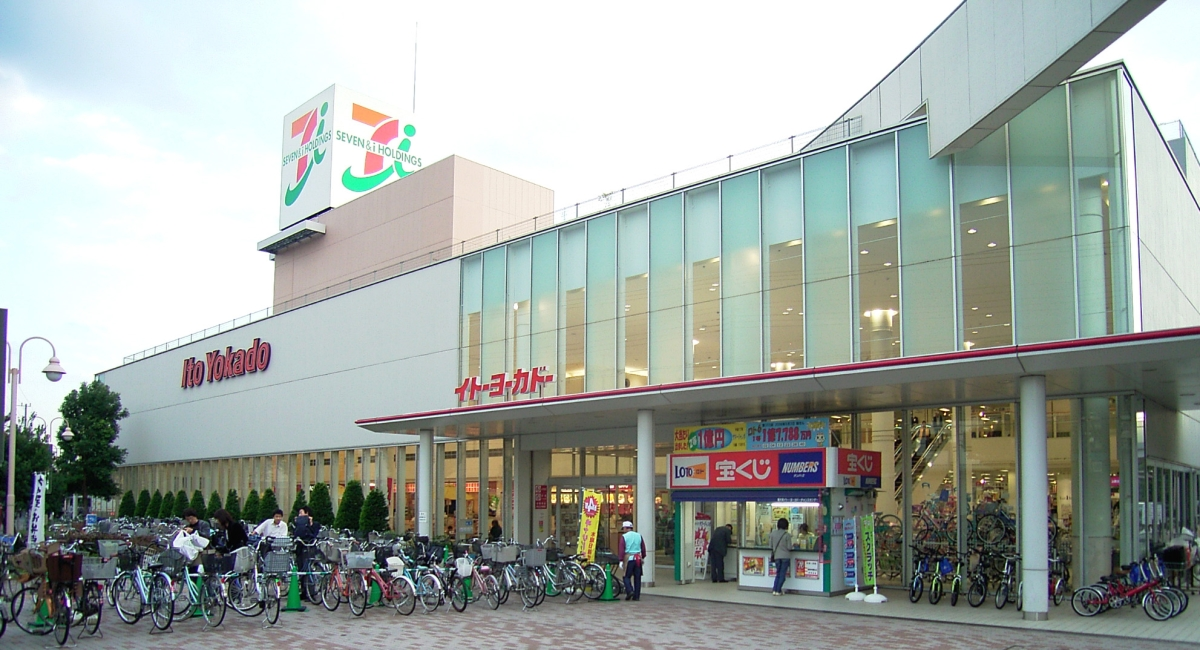
近隣のイトーヨーカドー東大和店

長らく、沿線の商業施設で不動の地を確立した東大和店だったが転機が訪れる。2003年11月3日にイトーヨーカドー東大和店がダイエーの道路を挟んで向かい側に開店した。店舗面積はダイエーのおよそ2倍である。その当時、ダイエーの創業者である中内㓛の辞任により就任した高木邦夫社長（当時）の下で中内路線から脱却する新路線の確立を進めている真っ最中であり、このイトーヨーカドーの開店で店員の誰もが「閉店」の二文字が脳裏によぎったという。
しかし、店主導で食料品の位置の改良や主婦層をターゲットに玩具等のスペースを削減し、婦人服スペースの拡大などにより客足を取り戻し、長らくイトーヨーカドーと渡り合ってきた。
しかし、建物の老朽化などにより2011年度末に閉店が決定。順次、専門店がダイエーを去り、あちこちに散らばる中、専門店の代表格であったアカチャンホンポは、渡り合ってきたイトーヨーカドーに移転した。そして2012年5月6日18時をもって閉店。37年の歴史に幕を下ろした。

## 閉店時のフロア構成
| 階   | フロア概要                     |
| ---- | ------------------------------ |
| 屋上 | 駐車場                         |
| 2階  | 専門店のフロア                 |
| 1階  | 食品・衣料品・生活用品のフロア |

## 主なテナント
- ダイエー（スーパー）
- キャンドゥ（100円ショップ）
- 55ステーション（写真）
- ユニクロ（衣料品）
- アカチャンホンポ（乳幼児用品）　※イトーヨーカドーに移転
- OMC（ATM）
- 西武信用金庫（ATM）
- ゆうちょ銀行（ATM）